# Nicolás Achúcarro y Lund
 Nicolás Achúcarro y Lund  (Espanha 1881 — 1918) foi um histologista espanhol, discípulo de Santiago Ramón y Cajal, Pierre Marie e Emil Kraepelin. Investigou as alterações neurológicas causadas pela raiva e aperfeiçoou o sistema de retenção do tecido nervoso. Escreveu sobre paralisia geral, neurologia, tumores, etc.